# Ichneumon ocreatus
Ichneumon ocreatus là một loài tò vò trong họ Ichneumonidae.